# Chimica analitica classica
La chimica analitica classica è la branca della chimica analitica che si avvale di analisi classiche ovvero non strumentali. Ad esempio rientrano in questo campo i saggi con reagenti chimici e alla fiamma per l'analisi qualitativa, i vari metodi di titolazione e i metodi gravimetrici per quella quantitativa. 
Questa branca della chimica analitica è ormai in gran parte obsoleta e soppiantata dalla chimica analitica strumentale, anche se alcuni metodi di analisi sono ancora usati, anche in protocolli ufficiali, in certi campi.